# South Africa International
Die South Africa International sind im Badminton die offenen internationalen Meisterschaften von Südafrika. Sie werden seit 1948 ausgetragen und sind damit das älteste Badminton-Championat überhaupt in Afrika. In den ersten Jahrzehnten des Wettbewerbs erfolgte keine Unterscheidung zwischen nationalen und offenen Titelkämpfen. Erst in den 1980er Jahren wurden beide Meisterschaften separiert. Die South Africa International sind neben den Afrikameisterschaften und Afrikaspielen eine der bedeutendsten Meisterschaften Afrikas. Eine ähnliche Bedeutung haben in Afrika nur noch die Kenya International, Nigeria International und die Mauritius International.

## Turniergewinner
| Saison | Herreneinzel         | Dameneinzel           | Herrendoppel                                 | Damendoppel                              | Mixed                                  |
| ------ | -------------------- | --------------------- | -------------------------------------------- | ---------------------------------------- | -------------------------------------- |
| 1996   | Johan Kleingeld      | Michelle Edwards      | Johan Kleingeld Gavin Polmans                | Vanessa van der Walt Annalize van Staden | Johan Kleingeld Michelle Edwards       |
| 1997   | Johan Kleingeld      | Michelle Edwards      | Anton Kriel Nico Meerholz                    | Lina Fourie Tracey Thompson              | Johan Kleingeld Lina Fourie            |
| 1998   | Jonas Rasmussen      | Lina Fourie           | Jonas Rasmussen Kenneth Jonassen             | Meagen Burnett Michelle Edwards          | Jonas Rasmussen Meagen Burnett         |
| 1999   | Johan Kleingeld      | Meagen Burnett        | Anton Kriel Johan Kleingeld                  | Chantal Botts Linda Montignies           | Johan Kleingeld Karen Coetzer          |
| 2000   | Dean Potgieter       | Michelle Edwards      | Anton Kriel Nico Meerholz                    | nicht ausgetragen                        | Anton Kriel Michelle Edwards           |
| 2001   | Denis Constantin     | Michelle Edwards      | Denis Constantin Stephan Beeharry            | Chantal Botts Michelle Edwards           | Johan Kleingeld Karen Coetzer          |
| 2002   | Richard Vaughan      | Michelle Edwards      | Chris Dednam Johan Kleingeld                 | Chantal Botts Michelle Edwards           | Chris Dednam Antoinette Uys            |
| 2003   | Shoji Sato           | Pi Hongyan            | Kristof Hopp Thomas Tesche                   | Chikako Nakayama Keiko Yoshitomi         | Travis Denney Kate Wilson-Smith        |
| 2005   | Nikhil Kanetkar      | Grace Daniel          | Chris Dednam Roelof Dednam                   | Chantal Botts Michelle Edwards           | Dorian James Michelle Edwards          |
| 2006   | Richard Vaughan      | Trupti Murgunde       | Dorian James Willem Viljoen                  | Chantal Botts Michelle Edwards           | Dorian James Michelle Edwards          |
| 2007   | Kaveh Mehrabi        | Lucía Tavera          | Dorian James Willem Viljoen                  | Jade Morgan Annari Viljoen               | Chris Dednam Annari Viljoen            |
| 2008   | Daniel Paiola        | Stacey Doubell        | Dorian James Willem Viljoen                  | Jade Morgan Annari Viljoen               | Chris Dednam Michelle Edwards          |
| 2009   | Ali Shahhosseini     | Michelle Edwards      | Dorian James Willem Viljoen                  | Michelle Edwards Annari Viljoen          | Dorian James Michelle Edwards          |
| 2010   | Kaveh Mehrabi        | Agnese Allegrini      | Chris Dednam Roelof Dednam                   | Özge Bayrak Öznur Çalışkan               | Chris Dednam Annari Viljoen            |
| 2011   | Pedro Martins        | Özge Bayrak           | Dorian James Willem Viljoen                  | Özge Bayrak Neslihan Yiğit               | Chris Dednam Annari Viljoen            |
| 2012   | Alistair Casey       | Stacey Doubell        | Andries Malan Willem Viljoen                 | Michelle Edwards Annari Viljoen          | Willem Viljoen Annari Viljoen          |
| 2013   | Jacob Maliekal       | Telma Santos          | Aatish Lubah Georges Paul                    | Elme de Villiers Sandra Halilović        | Abdelrahman Kashkal Hadia Hosny        |
| 2014   | Luka Wraber          | Cemre Fere            | Farzin Khanjani Mohamad Reza Khanjani        | Cemre Fere Ebru Tunalı                   | Cameron Coetzer Michelle Butler-Emmett |
| 2015   | Howard Shu           | Telma Santos          | Vatannejad-Soroush Eskandari Farzin Khanjani | Cemre Fere Ebru Yazgan                   | Andries Malan Jennifer Fry             |
| 2016   | Jacob Maliekal       | Evgeniya Kosetskaya   | Abdelrahman Abdelhakim Ahmed Salah           | Michelle Butler-Emmett Jennifer Fry      | Anatoliy Yartsev Evgeniya Kosetskaya   |
| 2017   | Maxime Moreels       | Vaishnavi Reddy Jakka | Tarun Kona Saurabh Sharma                    | Michelle Butler-Emmett Jennifer Fry      | Andries Malan Jennifer Fry             |
| 2018   | Azmy Qowimuramadhoni | Dorcas Ajoke Adesokan | Ade Resky Dwicahyo Azmy Qowimuramadhoni      | Lehandre Schoeman Johanita Scholtz       | Andries Malan Jennifer Fry             |
| 2019   | Luka Wraber          | Kate Foo Kune         | Koceila Mammeri Youcef Sabri Medel           | Katharina Fink Yasmine Hamza             | Adham Hatem Elgamal Doha Hany          |
| 2020   | nicht ausgetragen    | nicht ausgetragen     | nicht ausgetragen                            | nicht ausgetragen                        | nicht ausgetragen                      |
| 2021   | Farogh Sanjay Aman   | Johanita Scholtz      | Jarred Elliott Robert Summers                | Amy Ackerman Johanita Scholtz            | Robert White Deidre Laurens Jordaan    |
| 2022   | Hung Chun-chung      | Lee Yu-hsuan          | Lee Wen-che Liu Yu-che                       | Husan Ying-cheng Tsai Li-yu              | Yu Yen-cheng Lee Yu-hua                |
| 2023   | Nadeem Dalvi         | Kate Ludik            | Caden Kakora Robert White                    | Amy Ackerman Deidre Laurens              | Robert White Deidre Laurens            |
| 2024   | Ben Hammond          | Johanita Scholtz      | Matthew Abela Maxim Grinblat                 | Amy Ackerman Deidre Laurens              | Caden Kakora Johanita Scholtz          |